# 10년 후에도 너를 사랑해
《10년 후에도 너를 사랑해》(10年先も君に恋して 쥬넨사키모기미니코이시테[*])는 일본의 텔레비전 드라마이다. 2010년 8월 31일부터 10월 5일까지 NHK에서 방송됐다.

## 개요
10년 후의 남편과 미래에 남편이 되는 현재의 애인과의 기묘한 삼각관계를 그린 오모리 미카 각본의 오리지널 러브스토리이다. 우에토 아야는 NHK 연속극 첫 주연으로, 상대역 우치노 마사아키와는 2004년 1분기에 TV 아사히에서 방송된 《에이스를 노려라!》 이후 약 7년 만의 두 번째 공동 출연이다.
DVD는 2011년 2월 21일에 발매됐다.

## 줄거리
출판사 편집자인 오노자와 리카는 독서가이자 일을 사랑하지만 남자 운은 나쁜 편이다. 최근에는 주변에 트렌치 코트를 입은 수상한 남자가 나타나 따라다니고 있다. 사실 그 남자는 2020년에서 온 미래의 남편 '마루야마 히로시'로, 〈미래에 자신과 리카가 되돌릴 수 없을 정도로 사이가 악화된다.〉는 이유로 리카와 자신의 결혼을 막기 위해 미래에서 왔다는 것이다. 그러나 리카는 현재의 히로시와 운명적인 만남을 갖게 되고 서로에게 끌리게 된다.

## 출연진
오노자와 리카 (26), 마루야마 리카 (36) - 우에토 아야
드라마의 주인공. 입사 4년차인 출판사 편집자.
마루야마 히로시 (40) - 우치노 마사아키
자신과 리카의 결혼을 막기 위해 2020년에서 온 10년 후의 히로시. 현재의 히로시에 비해 세련됐으며 말이 많고 달변가이다. 과거로 오기 전에는 해설자로서 TV 방송에도 다수 출연하고 있었다.
마루야마 히로시 (30) - 우치노 마사아키
현재의 히로시. 엘레베이터 회사에서 일하는 연구원. 말 없는 성격이지만 로맨티스트이다. 우주 엘레베이터의 개발을 일생의 사업으로 생각하고 있다.
히다카 코지 (30), 히다카 코지 (40) - 게키단 히토리
젊은 연애소설가. 사생활이 일에 많은 영향을 주는 성격으로 연애가 잘 풀리지 않으면 심한 슬럼프에 빠진다.
하치야 아미 - 키나미 하루카
리카의 동기이자 친구. 리카와는 반대로 일보다 연애를 우선하는 성격이다.
오노자와 유타 - 소메타니 쇼타
리카의 남동생. 프로 음악가가 목표인 프리터. 누나처럼 연애운이 없으며 여자친구인 마리코에게 휘둘린다.
이노 마리코 (19) - 하야시 탄탄
유타의 여자친구
카와카미 테츠오 - 와타나베 잇케이
아즈사의 남편. 전업 주부를 하며 아내를 지원하고 있다.
하마다 아즈사 - 와타나베 에리
리카가 새로 담당하게 된 베스트셀러 작가로 학생시절부터 리카가 동경하던 사람이다. 완고한 편이며 담당인 리카에게 엄격하다.
아오야마 히사코 - 다카시마 레이코
리카가 근무하는 출판사의 문예부 부부장. 리카의 이해자이자 좋은 상담 상대이다.
미타무라 코스케 - 후지 타츠야

## 방송일, 부제
| 각 화                                                     | 방송일          | 부제             | 시청률 |
| --------------------------------------------------------- | --------------- | ---------------- | ------ |
| 제1화                                                     | 2010년 8월 31일 | 미래에서 온 연인 | 8.1%   |
| 제2화                                                     | 2010년 9월 7일  | 운명의 사랑 따위 | 7.5%   |
| 제3화                                                     | 2010년 9월 14일 | 헛된 사랑        | 7.0%   |
| 제4화                                                     | 2010년 9월 21일 | 사랑의 희생자?   | 5.3%   |
| 제5화                                                     | 2010년 9월 28일 | 사랑 소동        | 4.6%   |
| 최종화                                                    | 2010년 10월 5일 | 네가 있는 미래로 | 6.4%   |
| 평균시청률 6.5% (시청률은 간토 지구·비디오 리서치사 조사) |                 |                  |        |

| NHK 드라마 10 | NHK 드라마 10           | NHK 드라마 10 |
| 이전 작품     | 작품명                  | 다음 작품     |
| ------------- | ----------------------- | ------------- |
| 천사의 몫     | 10년 후에도 너를 사랑해 | 세컨드 버진   |